# New-York-City-Marathon 1994
Der New-York-City-Marathon 1994 war die 25. Ausgabe der jährlich stattfindenden Laufveranstaltung in New York City, Vereinigte Staaten. Der Marathon fand am 6. November 1994 statt.
Bei den Männern gewann Germán Silva in 2:11:21 h und bei den Frauen Tegla Loroupe in 2:27:37 h.

## Ergebnisse

### Männer
| Platz | Athlet            | Land     | Zeit (h) |
| ----- | ----------------- | -------- | -------- |
| 01    | Germán Silva      | Mexiko   | 2:11:21  |
| 02    | Benjamín Paredes  | Mexiko   | 2:11:23  |
| 03    | Arturo Barrios    | Mexiko   | 2:11:43  |
| 04    | Sammy Lelei       | Kenia    | 2:12:24  |
| 05    | Domingos Castro   | Portugal | 2:12:49  |
| 06    | Kenjiro Jitsui    | Japan    | 2:13:01  |
| 07    | Leszek Beblo      | Polen    | 2:13:12  |
| 08    | Isidro Rico       | Mexiko   | 2:13:22  |
| 09    | Salvatore Bettiol | Italien  | 2:13:44  |
| 10    | Michael Kapkiai   | Kenia    | 2:14:38  |

### Frauen
| Platz | Athletin           | Land               | Zeit (h) |
| ----- | ------------------ | ------------------ | -------- |
| 01    | Tegla Loroupe      | Kenia              | 2:27:37  |
| 02    | Madina Biktagirowa | Belarus            | 2:30:00  |
| 03    | Anne-Marie Letko   | Vereinigte Staaten | 2:30:19  |
| 04    | Anuța Cătună       | Rumänien           | 2:31:26  |
| 05    | Claudia Lokar      | Deutschland        | 2:31:47  |
| 06    | Olga Appell        | Vereinigte Staaten | 2:32:45  |
| 07    | Ritva Lemettinen   | Finnland           | 2:33:11  |
| 08    | Albertina Dias     | Portugal           | 2:34:14  |
| 09    | Alena Peterková    | Tschechien         | 2:35:43  |
| 10    | Nadezhda Ilyina    | Russland           | 2:38:42  |